# Canala
Canala es una comuna de la Provincia Norte de Nueva Caledonia, un territorio de ultramar de Francia en el océano Pacífico.

## Historia
El 25 de abril de 1995, el 47% del territorio de Canala se separó y se convirtió en la comuna de Kouaoua.